# حفره حقه‌ای
حفرهٔ حُقه‌ای یا استابولوم (Acetabulum) قسمتی از استخوان لگن خاصره و به شکل یک کاسه است. حفره حقه‌ای سر استخوان ران را در درون خود جای داده و این دو با هم مفصل ران را تشکیل می‌دهند. حفره حقه‌ای به صورت یک سطح مقعر در استخوان لگن است که سر استخوان ران در این ناحیه با لگن مفصل می‌شود. نام لاتین آن را در فارسی استابولم، استابلوم و استابلم هم نوشته‌اند.
حفره حقه‌ای دو اهمیت عمده دارد: یکی در روند ایجاد آرتروز مفصل ران که این حفره دچار ساییدگی می‌شود و دیگر در شکستگی‌های حفره حقه‌ای. سطح داخلی استابولوم از غضروف مفصلی پوشیده شده‌است.
حُقّه در فارسی به کوزه‌مانندی کوچک از جنس سفال یا چینی گفته می‌شود که روی آن سوراخ ریزی دارد و آن را به سر وافور نصب می‌کنند برای کشیدن تریاک. تشابه کاسه‌ای که در لگن خاصره انسان وجود دارد با این وسیله، سبب نام‌گذاری آن است.

استخوان‌های لگن. ۱. خاجی ۲. تهیگاهی ۳. نشیمنگاهی ۴. شرمگاهی ۵. التصاق شرمگاهی ۶. حفره حقه‌ای ۷. سوراخ مسدودگر ۸. دنبالچه خط قرمز: خط انتهایی/محدوده لگن

## کالبدشناسی
حفره حقه‌ای قسمتی از استخوان بی‌نام است که با نزدیک شدن به سر استخوان ران، مفصل ران را درست می‌کند. مفصل ران، لگن خاصره را به اندام تحتانی متصل می‌کند. حفره حقه‌ای دقیقاً در محل اتصال سه قسمت تهیگاهی (ایلیوم)، نشیمنگاهی (ایسکیوم) و شرمگاهی (پوبیس) استخوان بی‌نام قرار دارد. سر استخوان ران (فمور) به شکل یک کره گرد و مدور است و کاملاً در درون حفره حقه‌ای که به شکل یک کاسه گود است ثابت و احاطه شده‌است. مفصل ران حول سه محور حرکتی توانایی انجام حرکت را دارد و مانند مفصل شانه جزو متحرک‌ترین مفاصل بدن است. این مفصل بسیار پایدار است و این پایداری به دو علت است:
عمق زیاد کاسه حقه‌ای که کاملاً اطراف سر استخوان ران را فرا گرفته‌است. رباط‌های محکم و ماهیچه‌های قوی که اطراف مفصل را گرفته‌اند
کمی بیشتر از دو پنجم ساختار حفره حقه‌ای را استخوان نشیمنگاهی تشکیل می‌دهد. این استخوان مرزهای پایینی و جانبی حفره حقه‌ای را فراهم می‌کند. استخوان تهیگاهی مرز بالایی را تشکیل می‌دهد و کمی کمتر از دو پنجم ساختار حفره حقه‌ای را شکل می‌دهد. بقیه ساختار، توسط استخوان شرمگاهی، نزدیک خط وسط تشکیل می‌شود.
حفره حقه‌ای توسط یک لبه ناهموار برجسته که از بالا ضخیم و محکم است محدود می‌شود. این لبه، اتصال لبه حقه‌ای (لابروم استابولوم) را ممکن می‌سازد، گشودگی حفره را کاهش می‌دهد و سطح را برای تشکیل مفصل ران عمیق می‌کند. در قسمت پایینی حفره حقه‌ای، شکاف حقه‌ای دیده می‌شود که همراه با یک فرورفتگی دایره‌ای به نام گودی حقه‌ای، در پایین حفره حقه‌ای ادامه می‌یابد.
بقیه استابولوم توسط یک سطح خمیده هلالی که سطح قمری نام دارد شکل گرفته‌است. در این سطح، با سر استخوان ران مفصلی ساخته می‌شود. همتای آن در کمربند سینه‌ای گودی کاسه‌ای (گلنوئید فوسا) است.
حفره حقه‌ای همچنین خانه گودی حقه‌ای acetabular fossa است. این گودی، پیوندگاه رباط سر استخوان ران است؛ رباطی نواری و سه‌گوش و تا حدودی مسطح که به‌واسطه رأس خود در قسمت قدامی فوقانی گودی سر استخوان ران کاشته شده‌است. در اینجا، شکاف توسط رباط عرضی حفره حقه‌ای به سوراخ تبدیل می‌شود. از طریق این سوراخ رگ‌های مغذی و اعصاب وارد مفصل می‌شوند. این همان چیزی است که سر استخوان ران را محکم در حفره حقه‌ای نگه می‌دارد.
سطوح جفت‌وجور سر استخوان ران و حفره حقه‌ای که روبه‌روی یکدیگر قرار دارند با لایه‌ای از بافت لغزنده به نام غضروف مفصلی پوشانده شده‌اند که توسط لایه نازکی از مایع زلاله‌ای (سینوویال) روان می‌شود. اصطکاک داخل لگن معمولی کمتر از یک دهم اصطکاک یخی است که روی یخ می‌لغزد.

## آسیب‌ها

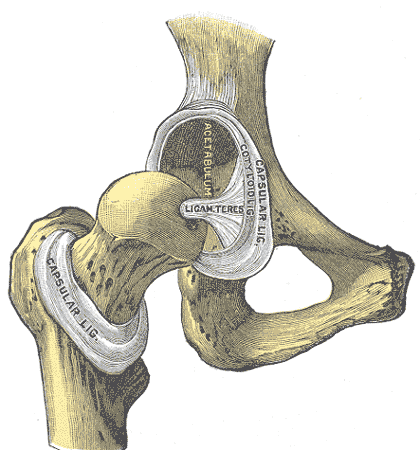
حفره حقه ای

شکستگی‌های حفره حقه‌ای معمولاً به دنبال تصادف با خودرو و دیگر وسایل نقلیه رخ می‌دهند. سقوط از ارتفاع یا حوادث حین کار هم از دیگر علل این نوع شکستگی‌ها هستند. معمولاً بر اثر این‌گونه حوادث، سر استخوان ران بر اثر نیروهایی که به آن وارد می‌شود به‌شدت به حفره حقه‌ای ضربه می‌زند و موجب شکسته شدن حفره حقه‌ای می‌شود.
گاهی اوقات در حین حادثه و در اثر نیروهای واردشده، ممکن است سر استخوان ران از حفره حقه‌ای که شکسته شده‌است خارج شود که به آن دررفتگی مفصل ران می‌گویند. بنابر این در بسیاری موارد، شکستگی استابولوم همراه با دررفتگی مفصل ران است.